# Oreco
Valdemar Rodrigues Martins, ismertebb nevén: Oreco (Santa Maria, 1932. június 13. – Ituverava, 1985. április 3.), világbajnok brazil válogatott labdarúgó.
A brazil válogatott tagjaként részt vett az 1958-as világbajnokságon illetve az 1957-es Dél-amerikai bajnokságon.

## Sikerei, díjai
Internacional
- Gaúcho bajnok (5): 1950, 1951, 1952, 1953, 1955

Millonarios
- Kolumbiai bajnok (1): 1966

Brazília
- Világbajnok (1): 1958
- Dél-amerikai ezüstérmes (1): 1957

## Külső hivatkozások
- Oreco a national-football-teams.com honlapján